# Borgo Maggiore
Borgo Maggiore (emilián–romanyol nyelven Borg) San Marino kilenc városának egyike. Itt található az ország egyetlen heliportja. A Monte Titano heggyel San Marino egyetlen drótkötélpályája köti össze.
Testvérvárosa:
- Nápoly, Olaszország

1. ↑  https://www.statistica.sm/pub1/StatisticaSM/dam/jcr:fefb2d03-3c41-45e1-82e9-72e646119687/Bollettino_202212.pdf